# Tania Saulnier
Tania Saulnier (* 5. März 1982 in Vancouver, British Columbia) ist eine kanadische Schauspielerin.

## Leben
Tania Saulnier gab ihr Fernsehdebüt als Schauspielerin 1998 in einer kleinen Rolle der kanadischen Fernsehserie Auf kalter Spur (Cold Squad). Es folgten Gastauftritte in Fernsehserien, wie Smallville oder Supernatural und eine kleine Nebenrolle der Serie Caitlin’s Way, ehe ihr eine größere Filmrolle in der Horror-Komödie Slither – Voll auf den Schleim gegangen angeboten wurde.
Sie war mit dem Schauspieler Jensen Ackles liiert.

## Filmografie (Auswahl)
- 2000: Der Magische Ring (Ratz, Fernsehfilm)
- 2000–2002: Caitlin’s Way (Fernsehserie, 13 Folgen)
- 2005: Im Zweifel für mein Kind (Found, Fernsehfilm)
- 2006: Slither – Voll auf den Schleim gegangen (Slither)
- 2006: Supernatural (Fernsehserie, eine Folge)
- 2007: Schwerter des Königs – Dungeon Siege (In the Name of the King: A Dungeon Siege Tale)
- 2007: Unsichtbar – Zwischen zwei Welten